# Joseph Aspdin

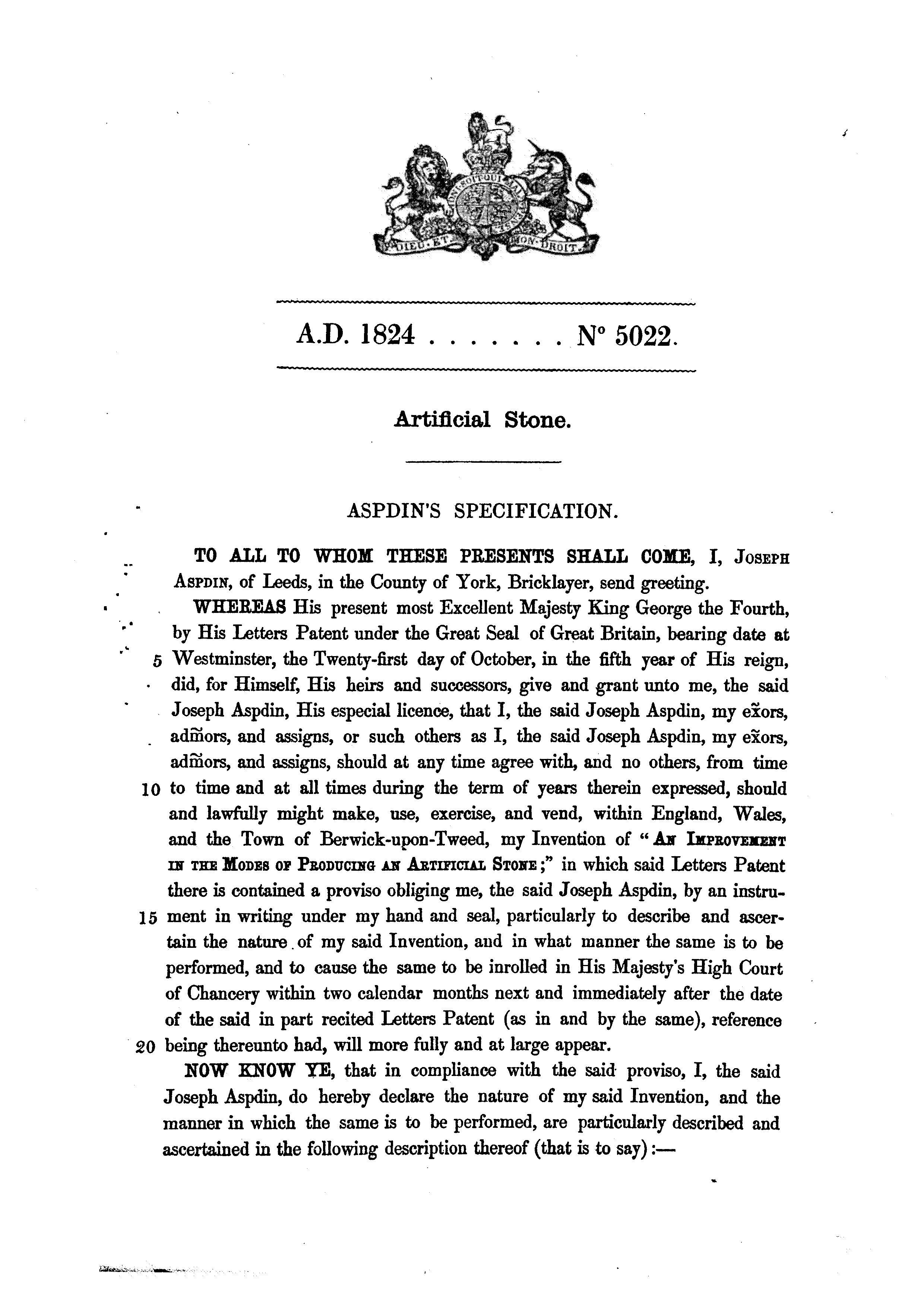
Brevetto n° BP 5022, "An Improvement in the Modes of Producing an Artificial Stone", Joseph Aspdin, 21 ottobre 1824, pagina 1/2

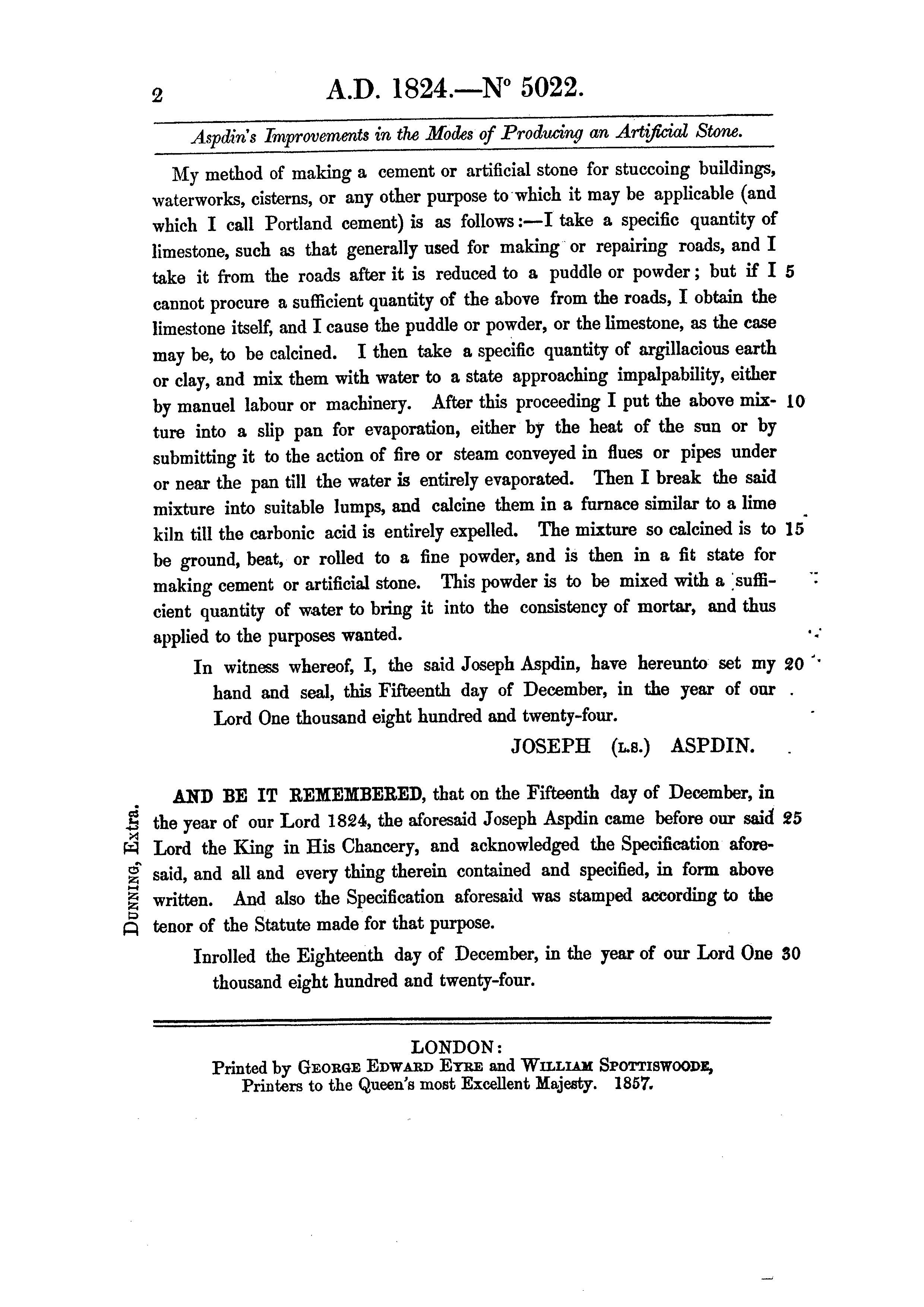
Brevetto n° BP 5022, "An Improvement in the Modes of Producing an Artificial Stone", Joseph Aspdin, 21 ottobre 1824, pagina 2/2

Joseph Aspdin (1778 – 1855) è stato un imprenditore e inventore britannico.

## Biografia
Era un fabbricante di cemento che brevettò nel 1824 un prodotto chiamato Portland Cement, il cui colore era simile ad una pietra da costruzione estratta nella località Portland. Il materiale brevettato era migliore rispetto a quello brevettato da Parker nel 1795: Aspdin migliorò il legante omogeneizzando una miscela di grassello di calce e argilla la quale si cuoceva con minor difficoltà.
Nel 1843, William fondò un proprio stabilimento a Rotherhithe, nei pressi di Londra. Qui introdusse un cemento nuovo e sostanzialmente più resistente, utilizzando una ricetta modificata per la fabbricazione del cemento, il primo cemento Portland "moderno". Nel 1844 Joseph si ritirò, trasferendo la sua quota di attività a James. Nel 1848 James si trasferì in una terza sede, a Ings Road, che rimase in funzione fino al 1900. Joseph Aspdin morì il 20 marzo 1855, nella sua casa di Wakefield.